# Damp
Damp település Németországban, Schleswig-Holstein tartományban. Lakosainak száma 1594 fő (2023. december 31.). Damp Dörphof és Thumby községekkel határos.

## Népesség
A település népességének változása:
| Lakosok száma | 1071 | 1419 | 1424 | 1513 | 1580 | 1594 |
|               | 1975 | 2017 | 2019 | 2021 | 2022 | 2023 |